# Luis Benites
Pour les articles homonymes, voir Benites.
Luis Enrique Benites Vargas est un footballeur péruvien, né le 9 juillet 1996 à Piura au nord du Pérou. Il joue au poste d'attaquant au Sport Huancayo.

## Biographie
Luis "Chiri" Benites fait ses débuts dans la ligue de district de Piura avec le Deportivo UNP en 2014. Cette même année, il renforce l'effectif du Defensor La Bocana et remporte la Copa Perú en 2015. Cela lui permet de découvrir la 1re division l'année suivante et y fait ses débuts le 26 février 2016 face au FBC Melgar (2-2 à l'extérieur, pour l'anecdote il joue ce match en défense centrale !). 
En 2017, il s'engage avec l'Alianza Atlético mais descend en D2 à la fin de la saison. En 2018, il poursuit sa carrière à l'Atlético Grau (en 2e division) puis revient en D1 au sein du Carlos A. Mannucci en 2019 et y reste deux saisons.
En 2021, on le retrouve dans les rangs du Sport Huancayo. Il y joue sa première compétition internationale – en l'occurrence la Copa Sudamericana 2021 (cinq rencontres, pas de but) – mais atteint la consécration personnelle en devenant le meilleur buteur du championnat 2022 avec 19 buts marqués.

## Palmarès
| Defensor La Bocana - Copa Perú (1) : - Vainqueur : 2015. |  | Sport Huancayo - Championnat du Pérou : - Meilleur buteur : 2022 (19 buts). |